# Rikke
Rikke ist ein dänischer weiblicher Vorname.

## Herkunft und Bedeutung
Rikke ist eine Kurzform des dänischen weiblichen Vornamens Frederikke, der wiederum eine Variante des Namens Friederike ist.

## Namensträgerinnen
- Rikke Andersen (* 1993), norwegische Biathletin
- Rikke Louise Andersson (* 1972), dänische Schauspielerin
- Rikke Berg (* 1986), dänische Judoka
- Rikke Broen (* 1972), dänische Badmintonspielerin
- Rikke Hørlykke (* 1976), dänische Handballspielerin
- Rikke Hvilshøj (* 1970), dänische Politikerin
- Rikke Laumann (* 1983), dänische Voltigiererin
- Rikke Lylloff (* 1978), dänische Schauspielerin
- Rikke Olsen (* 1975), dänische Badmintonspielerin
- Rikke Møller Pedersen (* 1989), dänische Schwimmerin
- Rikke Poulsen (* 1986), dänische Handballspielerin
- Rikke Skov (* 1980), dänische Handballspielerin